# Tendaguripterus
Tendaguripterus ("křídlo z Tendaguru") byl rodem pterodaktyloidního ptakoještěra, který žil v období pozdní jury (stupně kimeridž až tithon) na území dnešní Tanzanie ve východní Africe. Popisný exemplář má číslo MB.R.1290 a tvoří jej nekompletní spodní čelist se zuby.
Šlo o malého ptakoještěra, jehož lebka byla dlouhá jen kolem 20 cm a rozpětí křídel činilo asi 1 metr. Představuje první kraniální materiál pterosaura, známý z Tendaguru. Tento živočich se zřejmě živil kraby a jinými korýši.